# Kill la Kill
Kill la Kill (japonsky キルラキル, Kiru Ra Kiru) je japonský televizní anime seriál, který produkovalo studio Trigger. Jedná se o první projekt vlastního animovaného seriálu studia. Na seriál dohlížel Hirojuki Imaiši a scénář k němu napsal Kazuki Nakašima, který společně s Imaišim pracoval na anime Tengen toppa Gurren Lagann (2007) a Promare (2019). Byl premiérově vysílán od října 2013 do března 2014 v programovém bloku Animeism televizní stanice MBS.
V září 2014 byla vydána OVA epizoda. Mangu, kterou kreslil Rjó Akizuki, vydávalo ve svém časopisu Young Ace nakladatelství Kadokawa Šoten, a to od října 2013 do března 2015. Videoherní adaptace s názvem Kill la Kill the Game: IF byla vydána v červenci 2019 a její příběh se dočkal menších úprav.

## Příběh
Příběh seriálu se odehrává na střední škole Honnódži, kde studenti nosi speciální uniformy, které jim propůjčují nadpřirozené schopnosti. Tyto schopnosti využívá ředitelka školní rady Sacuki Kirjúin k tomu, aby ovládala nejen celou školu, ale i celé město vzniknuvší pod akademií, kde žijí rodiny studentů a kde na základě školních úspěchů konkrétního žáka dochází k segregraci společnosti na základě sociálního darwinismu. Do toho se nečekaně objevuje výměnná studentka Rjúko Matoi, která v Honnódži chce vypátrat vraha svého otce a majitele druhé části obřích nůžek, které jí byly zanechány otcem jako dědictví.